# Estación de Pablo de Olavide

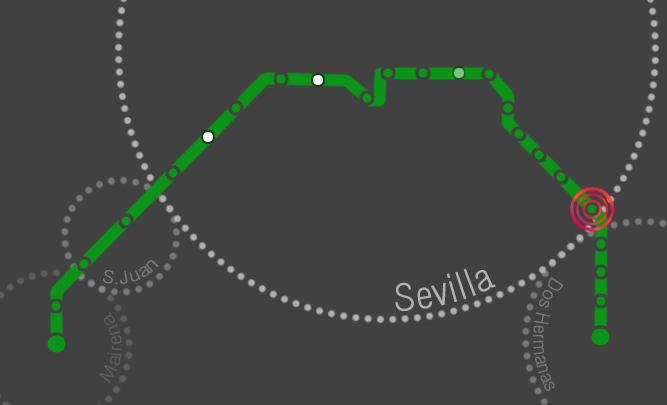
Localización

Pablo de Olavide de la Línea 1 del metro, aun siendo parte del término municipal de Sevilla, se encuentra fuera del núcleo urbano de la capital, sirviendo a la Universidad Pública que da nombre a la estación. Ésta se sitúa sobre un viaducto, tiene accesos por escaleras estáticas y mecánicas así como por ascensores. Consta de vestíbulo cubierto en superficie que servirá también como apeadero de tranvía y de andenes elevados sobre dicho viaducto.
Consta de andenes laterales con mamparas de seguridad para evitar caídas a la vía, la venta de billetes será automática y la estación cuenta con sistemas de evacuación de emergencia.
Próximamente volverá a estar en obras para añadir la estación de tranvía dirección Alcalá de Guadaíra, convirtiéndose así en Intercambiador de transportes.
La Estación de Pablo de Olavide es multizona, es decir, pertenece a la zona 1 y 2 de Metro de Sevilla.
Provisionalmente hasta el próximo día 4 de septiembre es la cabecera provisional de la línea 1 de metro, por las obras entre Condequinto y Pablo de Olavide para la construcción del Tranvía de Alcalá de Guadaira. El servicio con Montequinto se ofrece por transbordo con autobuses que prestan un servicio a las mismas paradas que el Metro.

## Accesos
- Universidad P. de Olavide Junto a la carretera de Utrera.

## Líneas y correspondencias

### Servicios de metro
| << cabecera | < estación | línea | estación >  | cabecera >>       |
| ----------- | ---------- | ----- | ----------- | ----------------- |
| Ciudad Expo | Cocheras   |       | Condequinto | Olivar de Quintos |

### Otras conexiones
| << cabecera | < parada | línea     | parada > | cabecera >>  |
| ----------- | -------- | --------- | -------- | ------------ |
| Terminal    | Terminal | TM-Alcalá | El Canal | Montecarmelo |

| N.º de parada | LÍNEA | Trayecto                        | Zona       |
| ------------- | ----- | ------------------------------- | ---------- |
| 830           | 38    | Prado de San Sebastián > Pítamo | Radial sur |
| 833           | 38    | Pítamo > Prado de San Sebastián | Radial sur |

| LÍNEA | Trayecto                           | Zona   |
| ----- | ---------------------------------- | ------ |
| M-123 | Alcalá de Guadaira (por Quintillo) | Zona C |
| M-130 | Montequinto                        | Zona B |

- Carril bici y aparcamiento para bicicletas.